# Digitaria acuminatissima
Digitaria acuminatissima är en gräsart som beskrevs av Otto Stapf. Digitaria acuminatissima ingår i släktet fingerhirser, och familjen gräs. Inga underarter finns listade i Catalogue of Life.